# Ängelsberg
Ängelsberg is een plaats in de gemeente Fagersta in het landschap Västmanland en de provincie Västmanlands län in Zweden. De plaats heeft 144 inwoners (2005) en een oppervlakte van 86 hectare. De plaats is bekend vanwege de Hoogovens van Engelsberg, die op de werelderfgoedlijst van UNESCO staan.

## Verkeer en vervoer
Op zo'n vier kilometer afstand van de plaats loopt de Riksväg 66.
De plaats heeft een station aan de spoorlijnen Kolbäck - Ludvika en Ängelsberg - Norberg.